# یاکوولف ایر-۷
یاکوولف ایر-۷ (به انگلیسی: Yakovlev_AIR-7) یک هواگرد ملخ‌پیشین تک‌موتوره از نوع ورزشی ساخت شرکت یاکوولف است. هواگرد یاکولیف ایر-۷ نخستین پروازش را در ۱۹ نوامبر ۱۹۳۲ میلادی انجام داد. در مجموع، تعداد ۱ فروند از این هواگرد ساخته شده‌است.
طراح این هواگرد، الکساندر سرگیویچ بود.